# أوريست بالديني
أوريست بالديني (بالإيطالية: Oreste Baldini)‏ هو ممثل إيطالي، ولد في 8 يوليو 1962 بميلانو في إيطاليا.

## أعمال

### أفلام
- (1974) الجزء الثاني[2][3][4]

## وصلات خارجية
- أوريست بالديني على موقع IMDb (الإنجليزية)
- أوريست بالديني على موقع ميوزك برينز (الإنجليزية)
- أوريست بالديني على موقع أول موفي (الإنجليزية)
- أوريست بالديني على موقع قاعدة بيانات الأفلام السويدية (السويدية)
- أوريست بالديني على موقع قاعدة بيانات الفيلم (الإنجليزية)
- أوريست بالديني على موقع كينوبويسك (الروسية)
- أوريست بالديني على موقع ANN person (الإنجليزية)